# Австралия на летних Олимпийских играх 2012
Австралия на летних Олимпийских играх 2012 была представлена 410 спортсменами в двадцати трёх видах спорта.

## Награды

### Золото
| Золото |                                                                                                  |                                                         |
| №      | Спортсмены                                                                                       | Вид спорта (дисциплина)                                 |
| 1      | Алишия Куттс Кейт Кемпбелл Бриттани Элмсли Мелани Шлангер Эмили Сибом Йолан Кукла Лизбет Трикетт | Плавание (женщины, эстафета 4×100 м вольным стилем)     |
| 2      | Том Слингсби                                                                                     | Парусный спорт (Лазер)                                  |
| 3      | Анна Мирс                                                                                        | Велоспорт (женщины, спринт)                             |
| 4      | Салли Пирсон                                                                                     | Лёгкая атлетика (женщины, 110 м с/б)                    |
| 5      | Натан Ауттеридж Иэн Дженсен                                                                      | Парусный спорт (49er)                                   |
| 6      | Джейкоб Клир Дэвид Смит Тейт Смит Мюррей Стюарт                                                  | Гребля на байдарках и каноэ (Байдарки-четвёрки, 1000 м) |
| 7      | Мэтью Белчер Малком Пейдж                                                                        | Парусный спорт (мужчины, 470)                           |
| 8      | Джаред Таллент                                                                                   | Лёгкая атлетика (мужчины, ходьба 50 км)                 |

### Серебро
| Серебро | |                                                      |
| №       | Спортсмены | Вид спорта (дисциплина)                              |
| 1       | Кристиан Спренгер                                                                                                | Плавание (мужчины, 100 м брассом)                    |
| 2       | Эмили Сибом | Плавание (женщины, 100 м на спине)                   |
| 3       | Алишия Куттс | Плавание (женщины, 200 м комплекс)                   |
| 4       | Кейт Хорнзи Сара Тейт                                                                                            | Академическая гребля (женщины, двойки)               |
| 5       | Джеймс Магнуссен                                                                                                 | Плавание (мужчины, 100 м вольным стилем)             |
| 6       | Бронте Барратт Мелани Шлангер Кайли Палмер Алишия Куттс Бриттани Элмсли Энджи Беинбридж Джейд Нейлсен Блэр Эванс | Плавание (женщины, эстафета 4×200 м вольным стилем)  |
| 7       | Джессика Фокс | Гребной слалом (женщины, байдарки-одиночки)          |
| 8       | Ким Кроу Брук Пратли                                                                                             | Академическая гребля (женщины, парные двойки)        |
| 9       | Джек Бобридж Гленн О’Шей Роан Деннис Майкл Хепбёрн                                                               | Велоспорт (мужчины, командная гонка преследования)   |
| 10      | Джошуа Данкли-Смит Дрю Гинн Уильям Локвуд Джеймс Чепмэн                                                          | Академическая гребля (мужчины, четвёрки)             |
| 11      | Эмили Сибом Лизель Джонс Алишия Куттс Мелани Шлангер Бриттани Элмсли                                             | Плавание (женщины, комбинированная эстафета 4×100 м) |
| 12      | Митчелл Уотт | Лёгкая атлетика (мужчины, прыжок в длину)            |
| 13      | Бриттани Бробен                                                                                                  | Прыжки в воду (женщины, 10 м вышка)                  |
| 14      | Сэм Уиллоуби | Велоспорт (мужчины, ВМХ)                             |
| 15      | Нина Кертис Оливия Прайс Люсинда Уайтти                                                                          | Парусный спорт (Эллиотт)                             |

### Бронза
| Бронза | |                                                 |
| №      | Спортсмены | Вид спорта (дисциплина)                         |
| 1      | Алишия Куттс | Плавание (женщины, 100 м баттерфляем)           |
| 2      | Бронте Барратт | Плавание (женщины, 200 м вольным стилем)        |
| 3      | Каарли Маккаллок Анна Мирс | Велоспорт (женщины, командный спринт)           |
| 4      | Кристофер Морган Карстен Форстерлинг Джеймс Макрэй Дэниел Нунэн | Академическая гребля (мужчины, парные четвёрки) |
| 5      | Эрин Дэншам | Триатлон (женщины)                              |
| 6      | Ким Кроу | Академическая гребля (женщины, одиночки)        |
| 7      | Хейден Стоккел Кристиан Спренгер Мэтт Таргетт Джеймс Магнуссен Томмазо д’Орсонья Брентон Рикард | Плавание (мужчины, комбинированная эстафета)    |
| 8      | Шейн Перкинс | Велоспорт (мужчины, спринт)                     |
| 9      | Аннетт Эдмондсон | Велоспорт (женщины, омниум)                     |
| 10     | Виктория Браун, Джемма Бидсвот, Софи Смит, Холли Линкольн-Смит, Джейн Моран, Браунвен Кокс, Ровена Вебстер, Кейт Гюнтер, Гленкора Ральф, Эшли Суверн, Мелисса Риппон, Никола Загаме, Алисия Маккормак                                        | Водное поло (женщины)                           |
| 11     | Натан Бёрджерс, Мэттью Буттурини, Киран Говерс, Мэтт Годес, Лиам де Янг, Тимоти Дивин, Джейми Дуайер, Фергус Кавана, Джоэл Кэрролл, Марк Ноулз, Эдвард Оккенден, Саймон Орчард, Мэттью Суонн, Гленн Тёрнер, Расселл Форд, Кристофер Чирьелло | Хоккей на траве (мужчины)                       |
| 12     | Дженна О’Хи, Саманта Ричардс, Дженнифер Скрин, Эбби Бишоп, Сьюзи Баткович, Кэтлин Маклауд, Кристи Харроуэр, Лора Ходжес, Белинда Снелл, Рэйчел Джарри, Лиз Кэмбидж, Лорен Джексон                                                            | Баскетбол (женщины)                             |

## Результаты соревнований

### Академическая гребля
В следующий раунд из каждого заезда проходили несколько лучших экипажей (в зависимости от дисциплины). В утешительный заезд попадали спортсмены, выбывшие в предварительном раунде. В финал A выходили 6 сильнейших экипажей, остальные разыгрывали места в утешительных финалах B-F.
Мужчины
| Соревнование         | Спортсмены                                                                | Предварительный заезд | Предварительный заезд | Предварительный заезд | Отборочный заезд | Отборочный заезд | Отборочный заезд | Четвертьфинал | Четвертьфинал | Четвертьфинал | Полуфинал | Полуфинал | Полуфинал | Финал   | Финал   | Итоговое место |
| Соревнование         | Спортсмены                                                                | Заезд                 | Время                 | Место                 | Заезд            | Время            | Место            | Заезд         | Время         | Место         | Заезд     | Время     | Место     | Время   | Место   | Итоговое место |
| -------------------- | ------------------------------------------------------------------------- | --------------------- | --------------------- | --------------------- | ---------------- | ---------------- | ---------------- | ------------- | ------------- | ------------- | --------- | --------- | --------- | ------- | ------- | -------------- |
| двойки               | Джеймс Марбург Броди Бакленд                                              | 2                     | 6:24,83               | 2 Q                   | не участвовали   | не участвовали   | не участвовали   | не проводится | не проводится | не проводится | 2         | 7:02,12   | 3 Q       | Финал A | Финал A | 5              |
| двойки               | Джеймс Марбург Броди Бакленд                                              | 2                     | 6:24,83               | 2 Q                   | не участвовали   | не участвовали   | не участвовали   | не проводится | не проводится | не проводится | 2         | 7:02,12   | 3 Q       | 6:29,28 | 5       | 5              |
| двойки парные        | Дэвид Кроушей Скотт Бреннан                                               | 1                     | 6:21,25               | 4                     | 1                | 6:25,36          | 1 Q              | не проводится | не проводится | не проводится | 1         | 6:23,47   | 5         | Финал B | Финал B | 8              |
| двойки парные        | Дэвид Кроушей Скотт Бреннан                                               | 1                     | 6:21,25               | 4                     | 1                | 6:25,36          | 1 Q              | не проводится | не проводится | не проводится | 1         | 6:23,47   | 5         | 6:22,19 | 2       | 8              |
| Четвёрки             | Джеймс Чапмен, Джошуа Данкли-Смит, Дрю Джинн, Уильям Локвуд               | 5:47.06               | 1                     | —                     | —                | 5:59.23          | 2                | 6:05.19       | 2             |               |           |           |           |         |         |                |
| Парные четвёрки      | Крис Морган, Карстен Форстерлинг, Джеймс МакРи, Даниэль Нунан             | 5:41.56               | 3                     | —                     | —                | 6:05.45          | 2                | 5:45.22       | 3             |               |           |           |           |         |         |                |
| Четвёрки, лёгкий вес | Энтони Эдвардс, Самюэль Бельц, Бенджамин Картон, Тодд Скипворт            | 5:51.18               | 2                     | —                     | —                | 6:05.31          | 3                | 6:04.05       | 4             |               |           |           |           |         |         |                |
| Восьмерки            | Лох, Эгерти, МакКензи-МакХарг, Коудри, Суонн, Бут, Райан, Пернелл, Листер | 5:32.43               | 2                     | 5:28.67               | 4                |                  |                  | 5:51.87       | 6             |               |           |           |           |         |         |                |

Женщины
| Соревнование              | Спортсмены                                        | Отборочная гонка | Отборочная гонка | Четвертьфинал/ Дополнительная гонка | Четвертьфинал/ Дополнительная гонка | Полуфинал | Полуфинал | Финал   | Финал |
| Соревнование              | Спортсмены                                        | Время            | Место            | Время                               | Место                               | Время     | Место     | Время   | Место |
| ------------------------- | ------------------------------------------------- | ---------------- | ---------------- | ----------------------------------- | ----------------------------------- | --------- | --------- | ------- | ----- |
| Двойки                    | Кейт Хорнси, Сара Тейт                            | 7:01.60          | 1                | —                                   | —                                   |           |           | 7:29.86 | 2     |
| Парные двойки             | Ким Кроу, Брук Пратли                             | 6:48.80          | 1                | —                                   | —                                   |           |           | 6:58.55 | 2     |
| Парные двойки, лёгкий вес | Бронуэн Уотсон, Анна Эвери-Холл                   | 7:05.30          | 2                | —                                   | —                                   | 7:12.35   | 3         | 7:20.68 | 5     |
| Парные четвёрки           | Дана Фалетич, Керри Хоур, Паулин Фраска, Эми Клэй | 6:17.52          | 2                | 6:18.80                             | 1                                   |           |           | 6:41.67 | 4     |

### Бадминтон
Спортсменов — 5
Мужчины
| Соревнование  | Спортсмены           | Групповой этап                  | Групповой этап                     | Групповой этап                                   | 1/8 финала    | 1/4 финала    | 1/2 финала    | Финал         | Финал |
| Соревнование  | Спортсмены           | 1 матч                          | 2 матч                             | 3 матч                                           | 1/8 финала    | 1/4 финала    | 1/2 финала    | Финал         | Финал |
| Соревнование  | Спортсмены           | Соперник Счёт                   | Соперник Счёт                      | Соперник Счёт                                    | Соперник Счёт | Соперник Счёт | Соперник Счёт | Соперник Счёт | Место |
| ------------- | -------------------- | ------------------------------- | ---------------------------------- | ------------------------------------------------ | ------------- | ------------- | ------------- | ------------- | ----- |
| Парный разряд | Росс Смит Гленн Уорф | Кай Юн Фу Хайфен — 11:21, 17:21 | Фан Цзимин Ли Сенму — 14:21, 13:21 | Инго Киндерфатер Йоханнес Шоттлер — 13:21, 14:21 |               | —             | —             | —             | —     |

Женщины
| Соревнование     | Спортсмены           | Групповой этап                                     | Групповой этап                              | Групповой этап                    | 1/8 финала    | 1/4 финала                                | 1/2 финала    | Финал         | Финал |
| Соревнование     | Спортсмены           | 1 матч                                             | 2 матч                                      | 3 матч                            | 1/8 финала    | 1/4 финала                                | 1/2 финала    | Финал         | Финал |
| Соревнование     | Спортсмены           | Соперник Счёт                                      | Соперник Счёт                               | Соперник Счёт                     | Соперник Счёт | Соперник Счёт                             | Соперник Счёт | Соперник Счёт | Место |
| ---------------- | -------------------- | -------------------------------------------------- | ------------------------------------------- | --------------------------------- | ------------- | ----------------------------------------- | ------------- | ------------- | ----- |
| Одиночный разряд | Виктория На          | Моника Фашунгова — 21:12, 21:18                    | Гу Юань — 10:21, 7:21                       | —                                 | —             | —                                         | —             | —             | —     |
| Парный разряд    | Линн Чу Ренуга Виран | Милиана Джаухари Грейзия Поли — 11:21, 22:20, 7:21 | Мишель Эдвардс Аннари Вильонен — 21:9, 21:7 | Ха Юн Ён Ким Мин Юн — 7:21, 19:21 |               | Алекс Брюс Мишель Ли — 9:21, 21:18, 18:21 | —             | —             | —     |

### Баскетбол
Спортсменов — 24

#### Мужчины
Состав команды
| Мужская сборная Австралии по баскетболу | Мужская сборная Австралии по баскетболу | Мужская сборная Австралии по баскетболу | Мужская сборная Австралии по баскетболу | Мужская сборная Австралии по баскетболу | Мужская сборная Австралии по баскетболу | Мужская сборная Австралии по баскетболу | Мужская сборная Австралии по баскетболу | Мужская сборная Австралии по баскетболу |
| №                                       | Имя                                     | Возраст и дата рождения                 | Рост                                    | Клуб                                    | Игры                                    | Очки                                    | Подборы                                 | Передачи                                |
| --------------------------------------- | --------------------------------------- | --------------------------------------- | --------------------------------------- | --------------------------------------- | --------------------------------------- | --------------------------------------- | --------------------------------------- | --------------------------------------- |
|                                         | Дэвид Андерсон                          | 23 июня 1980 (32 года)                  | 2,11 м                                  | Сиена                                   |                                         |                                         |                                         |                                         |
|                                         | Джо Инглс                               | 2 октября 1987 (24 года)                | 2,03 м                                  | Барселона                               |                                         |                                         |                                         |                                         |
|                                         | Дэвид Барлоу                            | 22 октября 1983 (28 лет)                | 2,05 м                                  | Мурсия                                  |                                         |                                         |                                         |                                         |
|                                         | Арон Бэйнс                              | 9 декабря 1986 (25 лет)                 | 2,08 м                                  | Икарос Калитеас                         |                                         |                                         |                                         |                                         |
|                                         | Адам Гибсон                             | 30 октября 1986 (25 лет)                | 1,88 м                                  | Голд Коаст Блейз                        |                                         |                                         |                                         |                                         |
|                                         | Мэттью Деллаведова                      | 8 сентября 1990 (21 год)                | 1,93 м                                  | Колледж Сэнт-Мэри                       |                                         |                                         |                                         |                                         |
|                                         | Питер Кроуфорд                          | 6 ноября 1979 (32 года)                 | 1,93 м                                  | Таунсвилл Крокодайлс                    |                                         |                                         |                                         |                                         |
|                                         | Алекс Марич                             | 22 октября 1984 (32 года)               | 2,11 м                                  | Панатинаикос                            |                                         |                                         |                                         |                                         |
|                                         | Патрик Миллс                            | 11 августа 1988 (23 года)               | 1,83 м                                  | Сан-Антонио Спёрс                       |                                         |                                         |                                         |                                         |
|                                         | Мэтт Нильсен                            | 3 февраля 1978 (34 года)                | 2,08 м                                  | Химки                                   |                                         |                                         |                                         |                                         |
|                                         | Брэд Ньюли                              | 18 февраля 1985 (27 лет)                | 2,01 м                                  | Валенсия                                |                                         |                                         |                                         |                                         |
|                                         | Марк Уортингтон                         | 8 июня 1983 (29 лет)                    | 2,02 м                                  | Голд Коаст Блейз                        |                                         |                                         |                                         |                                         |
| Главный тренер: Бретт Браун             |                                         |                                         |                                         |                                         |                                         |                                         |                                         |                                         |

Результаты
Групповой этап (Группа B)
| Место | Сборная        | В | П | МЗ  | МП  | МР   | Очки |
| ----- | -------------- | - | - | --- | --- | ---- | ---- |
| 1     | Россия         | 4 | 1 | 400 | 359 | +41  | 9    |
| 2     | Бразилия       | 4 | 1 | 402 | 349 | +53  | 9    |
| 3     | Испания        | 3 | 2 | 414 | 394 | +20  | 8    |
| 4     | Австралия      | 3 | 2 | 410 | 373 | +37  | 8    |
| 5     | Великобритания | 1 | 4 | 370 | 405 | −35  | 6    |
| 6     | Китай          | 0 | 5 | 313 | 439 | −126 | 5    |

| 29 июля 2012 11:45 (UTC+1) |  | Бразилия | 75:71 | Австралия | Баскетбол арена |

| 31 июля 2012 11:15 (UTC+1) |  | Австралия | 70:82 | Испания | Баскетбол арена |

| 2 августа 2012 11:15 (UTC+1) |  | Австралия | 81:61 | Китай | Баскетбол арена |

| 4 августа 2012 20:00 (UTC+1) |  | Великобритания | 75:106 | Австралия | Баскетбол арена |

| 6 августа 2012 09:00 (UTC+1) |  | Австралия | 82:80 | Россия | Баскетбол арена |

#### Четвертьфинал
| 8 августа 2012 22:15 (UTC+1) |  | США | 119:86 | Австралия | Норт Гринвич Арена |

#### Женщины
Состав команды
| Женская сборная Австралии по баскетболу | Женская сборная Австралии по баскетболу | Женская сборная Австралии по баскетболу | Женская сборная Австралии по баскетболу | Женская сборная Австралии по баскетболу | Женская сборная Австралии по баскетболу | Женская сборная Австралии по баскетболу | Женская сборная Австралии по баскетболу | Женская сборная Австралии по баскетболу |
| №                                       | Имя                                     | Возраст и дата рождения                 | Рост                                    | Клуб                                    | Игры                                    | Очки                                    | Подборы                                 | Передачи                                |
| --------------------------------------- | --------------------------------------- | --------------------------------------- | --------------------------------------- | --------------------------------------- | --------------------------------------- | --------------------------------------- | --------------------------------------- | --------------------------------------- |
|                                         | Сюзи Баткович                           | 17 декабря 1980 (31 год)                | 1,96 м                                  | Аделаида Лайтнинг                       |                                         |                                         |                                         |                                         |
|                                         | Эбби Бишоп                              | 29 ноября 1988 (23 года)                | 1,89 м                                  | Аделаида Лайтнинг                       |                                         |                                         |                                         |                                         |
|                                         | Рэйчел Джарри                           | 6 декабря 1991 (20 лет)                 | 1,83 м                                  | Миннесота Линкс                         |                                         |                                         |                                         |                                         |
|                                         | Лорен Джексон                           | 11 мая 1981 (32 года)                   | 1,96 м                                  | Сиэтл Шторм Рос Касарес                 |                                         |                                         |                                         |                                         |
|                                         | Лиз Камбейдж                            | 18 августа 1991 (20 лет)                | 2,03 м                                  | Талса Шок Чжэцзян Голден Буллз          |                                         |                                         |                                         |                                         |
|                                         | Кейтлин Маклеод                         | 23 октября 1986 (25 лет)                | 1,68 м                                  | Данденонг Рейнджерс                     |                                         |                                         |                                         |                                         |
|                                         | Дженна О’Хи                             | 6 июня 1987 (25 лет)                    | 1,85 м                                  | Данденонг Рейнджерс                     |                                         |                                         |                                         |                                         |
|                                         | Саманта Ричардс                         | 24 февраля 1983 (29 лет)                | 1,68 м                                  | Буллин Бумерс                           |                                         |                                         |                                         |                                         |
|                                         | Дженнифер Скрин                         | 19 февраля 1982 (30 лет)                | 1,80 м                                  | Аделаида Лайтнинг                       |                                         |                                         |                                         |                                         |
|                                         | Белинда Снелл                           | 10 января 1981 (31 года)                | 1,83 м                                  | Сиэтл Шторм Сидней Флеймз               |                                         |                                         |                                         |                                         |
|                                         | Кристи Харроуэр                         | 4 марта 1975 (37 лет)                   | 1,63 м                                  | Бендиго Спирит                          |                                         |                                         |                                         |                                         |
|                                         | Лаура Ходжес                            | 13 декабря 1983 (28 лет)                | 1,88 м                                  | Бракко Гис                              |                                         |                                         |                                         |                                         |
| Главный тренер: Керри Граф              |                                         |                                         |                                         |                                         |                                         |                                         |                                         |                                         |

Результаты
Групповой этап (Группа B)
| Место | Сборная        | В | П | МЗ  | МП  | МР  | Очки |
| ----- | -------------- | - | - | --- | --- | --- | ---- |
| 1     | Франция        | 5 | 0 | 356 | 319 | +37 | 10   |
| 2     | Австралия      | 4 | 1 | 353 | 322 | +31 | 9    |
| 3     | Россия         | 3 | 2 | 314 | 308 | +6  | 8    |
| 4     | Канада         | 2 | 3 | 328 | 332 | -4  | 7    |
| 5     | Бразилия       | 1 | 4 | 329 | 354 | -25 | 6    |
| 6     | Великобритания | 0 | 5 | 327 | 372 | -45 | 5    |

| 28 июля 2012 22:15 (UTC+1) |  | Австралия | 74:58 | Великобритания | Баскетбол арена |

| 30 июля 2012 14:30 (UTC+1) |  | Франция | 74:70 (ОТ) | Австралия | Баскетбол арена |

| 1 августа 2012 14:30 (UTC+1) |  | Австралия | 67:61 | Бразилия | Баскетбол арена |

| 3 августа 2012 11:15 (UTC+1) |  | Россия | 66:70 | Австралия | Баскетбол арена |

| 5 августа 2012 14:30 (UTC+1) |  | Канада | 63:72 | Австралия | Баскетбол арена |

#### Четвертьфинал
| 7 августа 2012 16:15 (UTC+1) |  | Австралия | 75:60 | Китай | Баскетбол арена |

#### Полуфинал
| 9 августа 2012 17:00 (UTC+1) |  | Австралия | 73:86 | США | Норт Гринвич Арена |

### Бокс
Спортсменов — 11
Мужчины
| Соревнование | Спортсмены      | Первый раунд                   | Второй раунд                    | Четвертьфинал                | Полуфинал            | Финал                |
| Соревнование | Спортсмены      | Соперник Результат             | Соперник Результат              | Соперник Результат           | Соперник Результат   | Соперник Результат   |
| ------------ | --------------- | ------------------------------ | ------------------------------- | ---------------------------- | -------------------- | -------------------- |
| до 49 кг     | Билли Уорд      | Йосвани Вейтия (CUB) П 4-26    | Завершил выступление            | Завершил выступление         | Завершил выступление | Завершил выступление |
| до 52 кг     | Джексон Вудс    | Самир Брахими (ALG) П 12-14    | Завершил выступление            | Завершил выступление         | Завершил выступление | Завершил выступление |
| до 56 кг     | Ибрагим Балла   | Абубакр Лбида (MAR) В 16±16    | Детелин Далаклиев (BUL) П 10-14 | Завершил выступление         | Завершил выступление | Завершил выступление |
| до 60 кг     | Люк Джексон     | Лю Цян (CHN) П 7-20            | Завершил выступление            | Завершил выступление         | Завершил выступление | Завершил выступление |
| до 64 кг     | Джефф Хорн      | Гилберт Чумбе (ZAM) В 19-5     | Абдерразак Хоуя (TUN) В 17-11   | Денис Беринчик (UKR) П 13-21 | Завершил выступление | Завершил выступление |
| до 69 кг     | Камерон Хэммонд | Мустафа Хима (NIG) В 13-6      | Кастио Клейтон (CAN) П 11-14    | Завершил выступление         | Завершил выступление | Завершил выступление |
| до 75 кг     | Джесси Росс     | Абдельмалек Раху (ALG) П 11-13 | Завершил выступление            | Завершил выступление         | Завершил выступление | Завершил выступление |
| до 81 кг     | Дэмьен Хупер    | Маркус Браун (USA) В 13-11     | Егор Мехонцев (RUS) П 11-19     | Завершил выступление         | Завершил выступление | Завершил выступление |
| до 91 кг     | Джей Опетая     |                                | Теймур Мамедов (AZE) П 11-12    | Завершил выступление         | Завершил выступление | Завершил выступление |
| свыше 91 кг  | Йохан Линде     |                                | Чжан Чжилэй (CHN) П RSC         | Завершил выступление         | Завершил выступление | Завершил выступление |

Женщины
| Соревнование | Спортсмены            | Первый раунд                | Четвертьфинал         | Полуфинал             | Финал                 |
| Соревнование | Спортсмены            | Соперник Результат          | Соперник Результат    | Соперник Результат    | Соперник Результат    |
| ------------ | --------------------- | --------------------------- | --------------------- | --------------------- | --------------------- |
| до 75 кг     | Наоми Фишер-Расмуссен | Анна Лаурелль (SWE) П 17-24 | Завершила выступление | Завершила выступление | Завершила выступление |

### Велоспорт
Спортсменов — 29

#### Шоссейный велоспорт
Мужчины
| Соревнование     | Спортсмены      | Время    | Место |
| ---------------- | --------------- | -------- | ----- |
| Групповая гонка  | Кэдел Эванс     | 5:46:37  | 80    |
| Групповая гонка  | Мэттью Госс     | 5:46:37  | 85    |
| Групповая гонка  | Саймон Джерранс | 5:46:37  | 83    |
| Групповая гонка  | Стюарт О’Грейди | 5:46:05  | 6     |
| Групповая гонка  | Майкл Роджерс   | 5:46:37  | 91    |
| Раздельная гонка | Майкл Роджерс   | 52:51.39 | 6     |

Женщины
| Соревнование     | Спортсмены    | Время    | Место |
| ---------------- | ------------- | -------- | ----- |
| Групповая гонка  | Сара Джиллоу  | 3:37:32  | 39    |
| Групповая гонка  | Хлое Хоскинг  | OTL      | —     |
| Групповая гонка  | Аманда Спрэтт | OTL      | —     |
| Раздельная гонка | Сара Джиллоу  | 40:25.03 | 13    |

#### Трековый велоспорт
Мужчины
| Соревнование                  | Спортсмены                                                        | Квалификация | Квалификация | Первый раунд         | Второй раунд           | 1\4 финала            | 1\2 финала               | Финал Матч за 3-е место                | Место |
| Соревнование                  | Спортсмены                                                        | Время        | Место        | Соперник Время       | Соперник Время         | Соперник Время        | Соперник Время           | Соперник Время Очки                    | Место |
| ----------------------------- | ----------------------------------------------------------------- | ------------ | ------------ | -------------------- | ---------------------- | --------------------- | ------------------------ | -------------------------------------- | ----- |
| Спринт                        | Шейн Перкинс                                                      | 9.987        | 3            | Ходи Маскиран 10.722 | Эрсони Канельон 10.978 | Джимми Уоткинс 10.520 | Грегори Буже —           | Финал B Нджисейн Филлип 10.159, 10.166 | 3     |
| Командный спринт              | Мэттью Глетцер Шейн Перкинс Скотт Сандерленд                      | 43.377       | 3            |                      |                        |                       | 43.261(рекорд Океании) 4 | Финал B Германия 43.355                | 4     |
| Командная гонка преследования | Джек Бобридж Роан Деннис Алекс Эдмондсон Майкл Хепбёрн Гленн О’Ши | 3:55.694     | 2            |                      |                        |                       | 3:54.317 2               | 3:54.581 2                             | 2     |
| Омниум                        | Гленн О’Ши                                                        |              |              |                      |                        |                       |                          | 34                                     | 5     |

Женщины
| Соревнование                  | Спортсмены                                            | Квалификация | Квалификация | Первый раунд       | Второй раунд           | 1\4 финала           | 1\2 финала                 | Финал Матч за 3-е место | Место |
| Соревнование                  | Спортсмены                                            | Время        | Место        | Соперник Время     | Соперник Время         | Соперник Время       | Соперник Время             | Соперник Время Очки     | Место |
| ----------------------------- | ----------------------------------------------------- | ------------ | ------------ | ------------------ | ---------------------- | -------------------- | -------------------------- | ----------------------- | ----- |
| Спринт                        | Анна Мирс                                             | 10.805       | 2            | Каёно Маеда 11.800 | Моника Салливан 11.566 | Любовь Шулика 11.465 | Гуо Шуан 11.683            | Виктория Пендлтон 1     | 1     |
| Командный спринт              | Каарле Маккалох Аннетт Эдмондсон Анна Мирс            | 32.825       | 4            |                    |                        |                      | 32.806 3                   | Финал B Украина 32.727  | 3     |
| Командная гонка преследования | Мелисса Хоскинг Аннетт Эдмондсон Эми Кьюр Джози Томич | 3:19.719     | 3            |                    |                        |                      | 3:16.935(рекорд Океании) 3 | Финал B Канада 3:18.096 | 4     |
| Омниум                        | Аннетт Эдмондсон                                      |              |              |                    |                        |                      |                            | 24                      | 3     |

Кейрин
Мужчины
| Соревнование | Спортсмен    | Первый раунд | Перезаезд | Полуфинал | Финал |
| Соревнование | Спортсмен    | Место        | Место     | Место     | Место |
| ------------ | ------------ | ------------ | --------- | --------- | ----- |
| кейрин       | Шейн Перкинс | 5            | 3         | 3         | 5     |

Женщины
| Соревнование | Спортсмен | Первый раунд | Перезаезд | Полуфинал | Финал |
| Соревнование | Спортсмен | Место        | Место     | Место     | Место |
| ------------ | --------- | ------------ | --------- | --------- | ----- |
| кейрин       | Анна Мирс | 2            |           | 1         | 5     |

#### Маунтинбайк
Мужчины
| Соревнование | Спортсмены        | Результат | Отставание | Место |
| ------------ | ----------------- | --------- | ---------- | ----- |
| Кросс-кантри | Даниэль Макконелл | 1:33:22   | +4:15      | 21    |

Женщины
| Соревнование | Спортсмены        | Результат | Отставание | Место |
| ------------ | ----------------- | --------- | ---------- | ----- |
| Кросс-кантри | Ребекка Хендерсон | 1:41:35   | +10:43     | 25    |

#### BMX
Мужчины
| Соревнование | Спортсмены     | Квалификация | Квалификация | Квалификация | 1\4 финала    | 1\4 финала    | 1\4 финала    | 1\4 финала | 1\4 финала | 1\2 финала    | 1\2 финала    | 1\2 финала    | 1\2 финала | 1\2 финала | Финал         | Финал         | Финал         | Финал  | Место |
| Соревнование | Спортсмены     | 1 попытка    | 2 попытка    | место        | 1 гонка Место | 2 гонка Место | 3 гонка Место | Всего      | Место      | 1 гонка Место | 2 гонка Место | 3 гонка Место | Всего      | Место      | 1 гонка Место | 2 гонка Место | 3 гонка Место | Всего  | Место |
| ------------ | -------------- | ------------ | ------------ | ------------ | ------------- | ------------- | ------------- | ---------- | ---------- | ------------- | ------------- | ------------- | ---------- | ---------- | ------------- | ------------- | ------------- | ------ | ----- |
| BMX          | Брайан Киркхэм | 39.610       |              | 22           | 59.988(7)     | 48.026(7)     | 40.519(8)     | 25         | 7          | —             | —             | —             | —          | —          | —             | —             | —             | —      | 24    |
| BMX          | Сэм Уиллоуби   | 38.496       |              | 6            | 40.250(4)     | 37.856(1)     | 38.200(3)     | 16         | 3          | 38.059(1)     | 37.542(1)     | 38.506(3)     | 5          | 1          |               |               |               | 37.929 | 2     |
| BMX          | Хален Янг      | 39.304       |              | 17           | DNF           | 39.189(2)     | 39.456(3)     | 19         | 4          | 1:40.272(7)   | 45.520(8)     | DNS           | 25         | 8          | —             | —             | —             | —      | 15    |

Женщины
| Соревнование | Спортсмены       | Квалификация | Квалификация | Квалификация | 1\2 финала    | 1\2 финала    | 1\2 финала    | 1\2 финала | 1\2 финала | Финал         | Финал         | Финал         | Финал  | Место |
| Соревнование | Спортсмены       | 1 попытка    | 2 попытка    | место        | 1 гонка Место | 2 гонка Место | 3 гонка Место | Всего      | Место      | 1 гонка Место | 2 гонка Место | 3 гонка Место | Всего  | Место |
| ------------ | ---------------- | ------------ | ------------ | ------------ | ------------- | ------------- | ------------- | ---------- | ---------- | ------------- | ------------- | ------------- | ------ | ----- |
| BMX          | Каролин Бьюкенен | 38.434       |              | 1            | 38.276(1)     | 40.296(2)     | 38.482(1)     | 4          | 1          |               |               |               | 38.903 | 5     |
| BMX          | Лорен Рейнольдс  | 40.045       |              | 9            | 41.103(6)     | 41.441(5)     | DNF           | 19         | 8          | —             | —             | —             | —      | 15    |

### Водные виды спорта

#### Плавание
Спортсменов — 37
В следующий раунд на каждой дистанции проходят лучшие спортсмены по времени, независимо от места занятого в своём заплыве.
Мужчины
| Соревнование                 | Спортсмен                                                                                       | Предварительные заплывы | Предварительные заплывы | Полуфиналы | Полуфиналы | Финал                | Финал                |
| Соревнование                 | Спортсмен                                                                                       | Результат               | Место                   | Результат  | Место      | Результат            | Место                |
| ---------------------------- | ----------------------------------------------------------------------------------------------- | ----------------------- | ----------------------- | ---------- | ---------- | -------------------- | -------------------- |
| 50 м вольный стиль           | Имон Салливан                                                                                   | 22,27                   | 16                      | 21,88      | 7          | 21,98                | 8                    |
| 50 м вольный стиль           | Джеймс Магнуссен                                                                                | 22,11                   | 10                      | 22,00      | 11         | Завершил выступление | Завершил выступление |
| 100 м вольный стиль          | Джеймс Магнуссен                                                                                | 48.38                   | 4                       | 47.63      | 1          | 47.53                | 2                    |
| 100 м вольный стиль          | Джеймс Робертс                                                                                  | 48.93                   | 12                      | 48.57      | 6          | —                    | —                    |
| 200 м вольный стиль          | Кенрик Монк                                                                                     | 1:46.94                 | 7                       | 1:47.38    | 7          | —                    | —                    |
| 200 м вольный стиль          | Томас Фрейзер-Холмс                                                                             | 1:47.50                 | 13                      | 1:46.80    | 4          | 1:46.93              | 7                    |
| 400 м вольный стиль          | Дэвид Маккеон                                                                                   | 3:48.57                 | 14                      |            |            | —                    | —                    |
| 400 м вольный стиль          | Райан Наполеон                                                                                  | 3:47.01                 | 7                       |            |            | 3:49.25              | 8                    |
| 1500 м вольный стиль         | Джаррод Пурт                                                                                    | 15:20.82                | 15                      |            |            | —                    | —                    |
| 100 м баттерфляй             | Крис Райт                                                                                       | 52.11                   | 10                      | 52.11      | 4          | —                    | —                    |
| 100 м баттерфляй             | Джайден Хадлер                                                                                  | 52.52                   | 23                      | —          | —          | —                    | —                    |
| 200 м баттерфляй             | Ник д’Арси                                                                                      | 1:56.25                 | 12                      | 1:56.07    | 6          | —                    | —                    |
| 200 м баттерфляй             | Крис Райт                                                                                       | 1:56.69                 | 14                      | 1:58.56    | 8          | —                    | —                    |
| 100 м на спине               | Хайден Штокель                                                                                  | 53.88                   | 9                       | 53.72      | 5          | 53.55                | 7                    |
| 100 м на спине               | Даниэль Арнамнарт                                                                               | 54.28                   | 15                      | 54.48      | 8          | —                    | —                    |
| 200 м на спине               | Митч Ларкин                                                                                     | 1:57.53                 | 10                      | 1:56.82    | 4          | 1:58.02              | 8                    |
| 200 м на спине               | Матсон Лоусон                                                                                   | 1:58.92                 | 21                      | —          | —          | —                    | —                    |
| 100 м брасс                  | Кристиан Шпренгер                                                                               | 59.62                   | 1                       | 59.61      | 1          | 58.93                | 2                    |
| 100 м брасс                  | Брентон Рикард                                                                                  | 1:00.07                 | 14                      | 59.50      | 3          | 59.87                | 6                    |
| 200 м брасс                  | Брентон Рикард                                                                                  | 2:11.41                 | 15                      | 2:09.31    | 5          | 1:09.28              | 7                    |
| 200 м комплекс               | Даниэль Трентер                                                                                 | 1:59.70                 | 13                      | 2:00.46    | 8          | —                    | —                    |
| 200 м комплекс               | Джайден Хадлер                                                                                  | 2:01.54                 | 31                      | —          | —          | —                    | —                    |
| 400 м комплекс               | Томас Фрейзер-Холмс                                                                             | 4:12.66                 | 5                       |            |            | 4:13.49              | 7                    |
| 400 м комплекс               | Даниэль Трентер                                                                                 | 4:25.76                 | 32                      |            |            | —                    | —                    |
| 4×100 м вольный стиль        | Камерон МакЭвой Джеймс Робертс Томмасо д’Орсонья Джеймс Магнуссен Мэтт Таргетт Имон Салливан    | 3:12.29                 | 1                       |            |            | 3:11.63              | 4                    |
| 4×200 м вольный стиль        | Дэвид МакКеон Камерон МакЭвой Нед МакКендри Райан Наполеон Томас Фрейзер-Холмс Кенрик Монк      | 7:10.50                 | 4                       |            |            | 7:07.00              | 5                    |
| 4×100 метров комбинированная | Хайден Штокель Брентон Рикард Мэтт Таргетт Томмасо д’Орсонья Кристиан Шпренгер Джеймс Магнуссен | 3:33.73                 | 4                       |            |            | 3:31.58              | 3                    |

Открытая вода
| Соревнование  | Спортсмены | Результат | Отставание | Место |
| ------------- | ---------- | --------- | ---------- | ----- |
| 10 километров | Ки Хёрст   | 1:51:41.3 | +1:46.2    | 20    |

Женщины
| Соревнование                 | Спортсмен | Предварительный раунд | Предварительный раунд | Полуфинал            | Полуфинал            | Финал                | Финал                |
| Соревнование                 | Спортсмен | Результат             | Место                 | Результат            | Место                | Результат            | Место                |
| ---------------------------- | --- | --------------------- | --------------------- | -------------------- | -------------------- | -------------------- | -------------------- |
| 50 м вольный стиль           | Бронте Кэмпбелл                                                                                                  | 24,87                 | 9                     | 24,94                | 9-10                 | Завершил выступление | Завершил выступление |
| 50 м вольный стиль           | Кейт Кэмпбелл | 24,94                 | =10                   | 25,01                | 12                   | Завершил выступление | Завершил выступление |
| 100 м вольный стиль          | Мелани Шлангер                                                                                                   | 53,50                 | 2                     | 53,38                | 2                    | 53,47                | 4                    |
| 100 м вольный стиль          | Кейт Кэмпбелл | DNS                   |                       | Завершил выступление | Завершил выступление | Завершил выступление | Завершил выступление |
| 200 м вольный стиль          | Бронте Барратт                                                                                                   | 1:58,12               | 10                    | 1:56,08              | 1                    | 1:55,81              |                      |
| 200 м вольный стиль          | Кайли Палмер | 1:58,16               | 11                    | 1:57,44              | 7                    | 1:57,68              | 8                    |
| 400 м вольный стиль          | Кайли Палмер | 4:07,27               | 11                    |                      |                      | Завершил выступление | Завершил выступление |
| 400 м вольный стиль          | Бронте Барратт                                                                                                   | 4:07,99               | 12                    |                      |                      | Завершил выступление | Завершил выступление |
| 800 м вольный стиль          | Кайли Палмер | 8:35,75               | 18                    |                      |                      | Завершил выступление | Завершил выступление |
| 800 м вольный стиль          | Джессика Ашвуд                                                                                                   | 8:37,21               | 20                    |                      |                      | Завершил выступление | Завершил выступление |
| 100 м баттерфляй             | Алишия Куттс | 57,36                 | 3                     | 56,85                | 2                    | 56,94                |                      |
| 100 м баттерфляй             | Джессика Шиппер                                                                                                  | 59,17                 | 24                    | Завершил выступление | Завершил выступление | Завершил выступление | Завершил выступление |
| 200 м баттерфляй             | Джессика Шиппер                                                                                                  | 2:08,74               | 12                    | 2:08,21              | 13                   | Завершил выступление | Завершил выступление |
| 200 м баттерфляй             | Саманта Хамилль                                                                                                  | 2:11,07               | 20                    | Завершил выступление | Завершил выступление | Завершил выступление | Завершил выступление |
| 100 м на спине               | Эмили Сибом | 58,23                 | 1                     | 58,39                | 1                    | 58,68                |                      |
| 100 м на спине               | Белинда Хокинг                                                                                                   | 59,61                 | 3                     | 59,79                | 7                    | 59,29                | 7                    |
| 200 м на спине               | Миген Ней | 2:08,40               | 4                     | 2:07,42              | 3                    | 2:07,43              | 5                    |
| 200 м на спине               | Белинда Хокинг                                                                                                   | 2:08,75               | 5                     | 2:09,35              | 10                   | Завершил выступление | Завершил выступление |
| 100 м брасс                  | Лизель Джонс | 1:06,98               | 5                     | 1:06,81              | 6                    | 1:06,95              | 5                    |
| 100 м брасс                  | Лейстон Пиккетт                                                                                                  | 1:07,41               | 11                    | 1:07,74              | 13                   | Завершил выступление | Завершил выступление |
| 200 м брасс                  | Салли Фостер | 2:26,04               | 10                    | 2:24,46              | 8                    | 2:26,00              | 8                    |
| 200 м брасс                  | Тесса Уоллас | 2:26,94               | 16                    | 2:27,38              | 15                   | Завершил выступление | Завершил выступление |
| 200 м комплекс               | Алишия Куттс | 2:10,74               | 5                     | 2:09,83              | 2                    | 2:08,15              |                      |
| 200 м комплекс               | Стефани Райс | 2:12,23               | 9                     | 2:10,80              | 6                    | 2:09,55              | 4                    |
| 400 м комплекс               | Стефани Райс | 4:35,76               | 7                     |                      |                      | 4:35,49              | 6-7                  |
| 400 м комплекс               | Блайр Эванс | 4:40,42               | 13                    |                      |                      | Завершил выступление | Завершил выступление |
| 4×100 м вольный стиль        | Алишия Куттс Кейт Кэмпбелл Бриттани Элмсли Мелани Шлангер Эмили Сибом Йолейн Кукла Лизбет Трикетт                | 3:36,34               | 1                     |                      |                      | 3:33,15              |                      |
| 4×200 м вольный стиль        | Бронте Барратт Мелани Шлангер Кайли Палмер Алишия Куттс Бриттани Элмсли Энджи Беинбридж Джейд Нейлсен Блэр Эванс | 7:49,44               | 1                     |                      |                      | 7:44,41              |                      |
| 4×100 метров комбинированная | Эмили Сибом Лизель Джонс Алишия Куттс Мелани Шлангер Бриттани Элмслий                                            | 3:55,42               | 1                     |                      |                      | 3:54,02              |                      |

Открытая вода
| Соревнование  | Спортсмены     | Результат | Отставание | Место |
| ------------- | -------------- | --------- | ---------- | ----- |
| 10 километров | Мелисса Гормэн | 1:58:51.3 | +1:14.9    | 11    |

#### Прыжки в воду
Спортсменов — 10
Мужчины
| Соревнование      | Спортсмены    | Предварительный раунд | Предварительный раунд | Полуфинал | Полуфинал | Финал     | Финал |
| Соревнование      | Спортсмены    | Результат             | Место                 | Результат | Место     | Результат | Место |
| ----------------- | ------------- | --------------------- | --------------------- | --------- | --------- | --------- | ----- |
| Трамплин, 3 метра | Итэн Уоррен   | 441.50                | 15                    | 456.85    | 11        | 488.95    | 7     |
| Вышка, 10 метров  | Джеймс Коннор | 427.45                | 20                    | —         | —         | —         | —     |
| Вышка, 10 метров  | Мэттью Митчем | 457.20                | 9                     | 482.40    | 13        | —         | —     |

Женщины
| Соревнование                 | Спортсмены                   | Предварительный раунд | Предварительный раунд | Полуфинал | Полуфинал | Финал     | Финал |
| Соревнование                 | Спортсмены                   | Результат             | Место                 | Результат | Место     | Результат | Место |
| ---------------------------- | ---------------------------- | --------------------- | --------------------- | --------- | --------- | --------- | ----- |
| Трамплин, 3 метра            | Джаэл Патрик                 | 289.65                | 18                    | 315.60    | 11        | 309.40    | 11    |
| Трамплин, 3 метра            | Шарлин Стрэттон              | 342.70                | 5                     | 327.60    | 9         | 345.65    | 5     |
| Вышка, 10 метров             | Бриттани Бробен              | 339.80                | 4                     | 359.55    | 3         | 366.50    | 2     |
| Вышка, 10 метров             | Мелисса Ву                   | 337.90                | 5                     | 355.60    | 4         | 358.10    | 4     |
| Синхронный трамплин, 3 метра | Анабель Смит Шарлин Стрэттон |                       |                       |           |           | 304.95    | 5     |
| Синхронная вышка, 10 метров  | Рэйчел Багг Лоуди Уиггинс    |                       |                       |           |           | 323.55    | 4     |

#### Синхронное плавание
Спортсменок — 9
| Спортсмены | Соревнование | Тех. программа | Тех. программа | Произв. программа (квалификация) | Произв. программа (квалификация) | Произв. программа (квалификация) | Произв. программа (финал) | Произв. программа (финал) | Произв. программа (финал) |
| Спортсмены | Соревнование | Очки           | Место          | Очки                             | Итого                            | Место                            | Очки                      | Итого                     | Место                     |
| --- | ------------ | -------------- | -------------- | -------------------------------- | -------------------------------- | -------------------------------- | ------------------------- | ------------------------- | ------------------------- |
| Элоиз Амбергер Сара Бомбелл | Дуэты        | 77.400         | 23             | 77.480                           | 154.880                          | 23                               | Не прошли                 | Не прошли                 | Не прошли                 |
| Элоиз Амбергер Дженни-Лин Андерсон Сара Бомбелл Ольга Буртаев Тамика Домров Бьянка Хэмметт Таррен Отте Фрэнки Оуэн Саманта Рид | Группы       | 77.500         | 8              | н/д                              | н/д                              | н/д                              | 77.430                    | 154.930                   | 8                         |

### Вольная борьба
Спортсменов — 1
| Спортсмен    | Соревнование | Квалификация  | 1/8 финала        | 1/4 финала    | Полуфинал     | Ут. схватка 1 | Ут. схватка 2 | Финал         | Финал |
| Спортсмен    | Соревнование | Соперник Счёт | Соперник Счёт     | Соперник Счёт | Соперник Счёт | Соперник Счёт | Соперник Счёт | Соперник Счёт | Место |
| ------------ | ------------ | ------------- | ----------------- | ------------- | ------------- | ------------- | ------------- | ------------- | ----- |
| Фарзад Тараш | 60 кг        | BYE           | Чжон Мён Ри П 0-3 | Не участвовал | Не участвовал | Не участвовал | Не участвовал | Не участвовал | 19    |

### Гимнастика
Спортсменов — 6

#### Спортивная
Мужчины
| Спортсмен       | Соревнование | Квалификация | Квалификация | Квалификация | Квалификация | Квалификация | Квалификация | Квалификация | Квалификация | Финал  | Финал  | Финал  | Финал  | Финал  | Финал  | Финал  | Финал |
| Спортсмен       | Соревнование | Упражнения   | Итого        | Место        | Упражнения   | Итого        | Место        |              |              |        |        |        |        |        |        |        |       |
| Спортсмен       | Соревнование | ВУ           | Итого        | Место        | Конь         | Итого        | Место        | Кольца       | ОП           | Б      | П      | ВУ     | Конь   | Кольца | ОП     | Б      | П     |
| --------------- | ------------ | ------------ | ------------ | ------------ | ------------ | ------------ | ------------ | ------------ | ------------ | ------ | ------ | ------ | ------ | ------ | ------ | ------ | ----- |
| Джошуа Джеффрис | Многоборье   | 13.800       | 13.433       | 14.533       | 15.500       | 14.566       | 13.766       | 85.598       | 27 Q         | 14.066 | 13.533 | 14.800 | 15.433 | 14.900 | 14.133 | 86.865 | 19    |

Женщины
Командный турнир
| Спортсмены      | Соревнование | Квалификация | Квалификация | Квалификация | Квалификация | Квалификация | Квалификация | Финал     | Финал     | Финал     | Финал     | Финал     | Финал     |
| Спортсмены      | Соревнование | Упражнения   | Итого        | Место        | Упражнения   | Итого        | Место        |           |           |           |           |           |           |
| Спортсмены      | Соревнование | ВУ           | Итого        | Место        | ОП           | Итого        | Место        | Брусья    | Бревно    | ВУ        | ОП        | Брусья    | Бревно    |
| --------------- | ------------ | ------------ | ------------ | ------------ | ------------ | ------------ | ------------ | --------- | --------- | --------- | --------- | --------- | --------- |
| Джорджия Бонора | Команды      | н/д          | 13.800       | 13.100       | 13.066       | н/д          | н/д          | Не прошли | Не прошли | Не прошли | Не прошли | Не прошли | Не прошли |
| Эшли Бреннан    | Команды      | 14.200       | 13.700       | 13.266       | 13.066       | 54.232       | 28 Q         | Не прошли | Не прошли | Не прошли | Не прошли | Не прошли | Не прошли |
| Эмили Литтл     | Команды      | 12.666       | 14.766       | 13.433       | 13.633       | 54.498       | 24 Q         | Не прошли | Не прошли | Не прошли | Не прошли | Не прошли | Не прошли |
| Ларрисса Миллер | Команды      | 13.466       | н/д          | 14.025       | н/д          | н/д          | н/д          | Не прошли | Не прошли | Не прошли | Не прошли | Не прошли | Не прошли |
| Лорен Митчелл   | Команды      | 14.833 Q     | 13.933       | н/д          | 14.300       | н/д          | н/д          | Не прошли | Не прошли | Не прошли | Не прошли | Не прошли | Не прошли |
| Итого           | Команды      | 42.999       | 42.099       | 40.724       | 40.999       | 166.721      | 10           | Не прошли | Не прошли | Не прошли | Не прошли | Не прошли | Не прошли |

Личный турнир
| Эшли Бреннан  | Многоборье | 13.233 | 13.533 | 14.400 | 14.166 | 55.332 | 20 |
| Эмили Литтл   | Многоборье | 14.866 | 13.933 | 13.666 | 13.300 | 55.765 | 15 |
| Лорен Митчелл | ВУ         | 14.833 | н/д    | н/д    | н/д    | 14.833 | 5  |

#### Художественная
| Спортсменка   | Соревнование  | Квалификация | Квалификация | Квалификация | Квалификация | Квалификация | Квалификация | Финал     | Финал     | Финал     | Финал     | Финал     | Финал     |
| Спортсменка   | Соревнование  | Мяч          | Обруч        | Булавы       | Лента        | Итого        | Место        | Мяч       | Обруч     | Булавы    | Лента     | Итого     | Место     |
| ------------- | ------------- | ------------ | ------------ | ------------ | ------------ | ------------ | ------------ | --------- | --------- | --------- | --------- | --------- | --------- |
| Джанин Мюррей | Личный турнир | 23.100       | 24.350       | 23.875       | 25.000       | 96.325       | 22           | Не прошла | Не прошла | Не прошла | Не прошла | Не прошла | Не прошла |

#### Прыжки на батуте
| Спортсмен   | Соревнование | Квалификация | Квалификация | Финал     | Финал     |
| Спортсмен   | Соревнование | Результат    | Место        | Результат | Место     |
| ----------- | ------------ | ------------ | ------------ | --------- | --------- |
| Блэйк Годри | Мужчины      | 84.255       | 13           | Не прошёл | Не прошёл |

### Гребля на байдарках и каноэ
Спортсменов — 20

#### Гребля на гладкой воде
Мужчины
| Соревнование | Спортсмены                                     | Предварительный этап | Предварительный этап | Полуфиналы | Полуфиналы | Финал    | Финал |
| Соревнование | Спортсмены                                     | Время                | Место                | Время      | Место      | Время    | Место |
| ------------ | ---------------------------------------------- | -------------------- | -------------------- | ---------- | ---------- | -------- | ----- |
| Б-1, 200 м   | Мюррей Стюарт                                  | 37.202               | 6                    | —          | —          | —        | —     |
| Б-1, 1000 м  | Мюррей Стюарт                                  | 3:32.768             | 6                    | 3:32.975   | 6          | —        | —     |
| Б-2, 200 м   | Стивен Бёрд Джесси Филлипс                     | 34.120               | 4                    | 34.071     | 4          | 35.315   | 6     |
| Б-2, 1000 м  | Мюррей Стюарт Кен Уоллес                       | 3:19.073             | 2                    | 3:13.239   | 2          | 3:11.456 | 4     |
| Б-4, 1000 м  | Джейкоб Клир Дейв Смит Тейт Смит Мюррей Стюарт | 2:59.789             | 3                    | 2:52.505   | 1          | 2:55.085 | 1     |
| К-1, 200 м   | Себастьян Марчак                               | 42.845               | 6                    | 43.441     | 6          | —        | —     |
| К-1, 1000 м  | Джейк Донаги                                   | 4:21.928             | 4                    | 4:26.202   | 6          | 4:22.005 | 12    |
| К-2, 1000 м  | Джейк Донаги Александр Хаас                    | 3:52.589             | 6                    | 3:52.018   | 5          | 3:50.782 | 11    |

Женщины
| Соревнование | Спортсмены                                                 | Предварительный этап | Предварительный этап | Полуфиналы | Полуфиналы | Финал    | Финал |
| Соревнование | Спортсмены                                                 | Время                | Место                | Время      | Место      | Время    | Место |
| ------------ | ---------------------------------------------------------- | -------------------- | -------------------- | ---------- | ---------- | -------- | ----- |
| Б-1, 200 м   | Алана Николс                                               | 42.453               | 2                    | 41.595     | 4          | 45.819   | 16    |
| Б-1, 500 м   | Алана Николс                                               | 1:53.823             | 2                    | 1:52.224   | 5          | 1:59.033 | 16    |
| Б-2, 500 м   | Наоми Флуд Линдси Фогэрти                                  | 1:46.554             | 4                    | 1:45.372   | 7          | 1:47.650 | 12    |
| Б-4, 500 м   | Джо Бригден-Джонс Ханна Дэвис Линдси Фогэрти Рэйчел Лавелл | 1:41.794             | 6                    | 1:33.671   | 6          | —        | —     |

#### Гребной слалом
Мужчины
| Соревнование | Спортсмены                 | Предварительный этап | Предварительный этап | Предварительный этап | Предварительный этап | Предварительный этап | Предварительный этап | Предварительный этап | Полуфинал | Полуфинал | Полуфинал | Полуфинал | Финал  | Финал | Финал  | Финал |
| Соревнование | Спортсмены                 | 1 попытка            | 1 попытка            | 1 попытка            | 2 попытка            | 2 попытка            | 2 попытка            | Место                | Полуфинал | Полуфинал | Полуфинал | Полуфинал | Финал  | Финал | Финал  | Финал |
| Соревнование | Спортсмены                 | Время                | Штраф                | Итог                 | Время                | Штраф                | Итог                 | Место                | Время     | Штраф     | Итог      | Место     | Время  | Штраф | Итог   | Место |
| ------------ | -------------------------- | -------------------- | -------------------- | -------------------- | -------------------- | -------------------- | -------------------- | -------------------- | --------- | --------- | --------- | --------- | ------ | ----- | ------ | ----- |
| Б-1          | Варвик Дрейпер             | 95,20                | 2                    | 97,20                | 95,08                | 2                    | 97,08                | 18                   | —         | —         | —         | —         | —      | —     | —      | —     |
| К-1          | Кинан Мейли                | 94,07                | 2                    | 96,07                | 92,68                | 6                    | 96,68                | 12                   | 103,49    | 2         | 105,49    | 8         | 107,08 | 0     | 107,08 | 6     |
| К-2          | Робин Джеффери Кинан Мейли | 113,96               | 6                    | 119,96               | 107,47               | 4                    | 111,47               | 10                   | 162,14    | 52        | 214,14    | 10        | —      | —     | —      | —     |

Женщины
| Соревнование | Спортсмены    | Предварительный этап | Предварительный этап | Предварительный этап | Предварительный этап | Предварительный этап | Предварительный этап | Предварительный этап | Полуфинал | Полуфинал | Полуфинал | Полуфинал | Финал  | Финал | Финал  | Финал |
| Соревнование | Спортсмены    | 1 попытка            | 1 попытка            | 1 попытка            | 2 попытка            | 2 попытка            | 2 попытка            | Место                | Полуфинал | Полуфинал | Полуфинал | Полуфинал | Финал  | Финал | Финал  | Финал |
| Соревнование | Спортсмены    | Время                | Штраф                | Итог                 | Время                | Штраф                | Итог                 | Место                | Время     | Штраф     | Итог      | Место     | Время  | Штраф | Итог   | Место |
| ------------ | ------------- | -------------------- | -------------------- | -------------------- | -------------------- | -------------------- | -------------------- | -------------------- | --------- | --------- | --------- | --------- | ------ | ----- | ------ | ----- |
| Б-1          | Джессика Фокс | 165,36               | 52                   | 217,36               | 100,33               | 0                    | 100,33               | 4                    | 112,63    | 4         | 116,63    | 8         | 106,51 | 0     | 106,51 | 2     |

### Дзюдо
Спортсменов — 6
Соревнования по дзюдо проводились по системе на выбывание. Утешительные встречи проводились между спортсменами, потерпевшими поражение в четвертьфинале турнира. Победители утешительных встреч встречались в схватке за 3-е место со спортсменами, проигравшими в полуфинале в противоположной половине турнирной сетки.
Мужчины
| Категория    | Спортсмены       | 1/32 финала                            | 1/16 финала                      | 1/8 финала                      | Четвертьфинал              | Полуфинал                           | Финал                | Место |
| Категория    | Спортсмены       | Соперник Результат                     | Соперник Результат               | Соперник Результат              | Соперник Результат         | Соперник Результат                  | Соперник Результат   | Место |
| ------------ | ---------------- | -------------------------------------- | -------------------------------- | ------------------------------- | -------------------------- | ----------------------------------- | -------------------- | ----- |
| до 60 кг     | Арни Диккинс     | Беткили Шуквани (GEO) пор. 0000 — 1030 | Завершил выступление             | Завершил выступление            | Завершил выступление       | Завершил выступление                | Завершил выступление | 33    |
| до 66 кг     | Иво дос Сантос   | Не участвовал                          | Колин Уотс пор. 0002 — 0002      | —                               | —                          | —                                   | —                    |       |
| до 90 кг     | Марк Энтони      |                                        | Не участвовал                    | Варлам Липартелиани 0101 — 0020 | Аслей Гонсалес 0002 — 0010 | Ут. раунд Илиас Илиадис 0000 — 1000 | —                    | 8     |
| до 100 кг    | Дэниел Келли     |                                        | Артём Блошенко 0003 — 0100       | —                               | —                          | —                                   | —                    |       |
| свыше 100 кг | Джейк Эндрюварта |                                        | Кристофер Шеррингтон 0000 — 0100 | —                               | —                          | —                                   | —                    |       |

Женщины
| Категория | Спортсмены  | 1/16 финала        | 1/8 финала                | Четвертьфинал      | Полуфинал          | Финал              | Место |
| Категория | Спортсмены  | Соперник Результат | Соперник Результат        | Соперник Результат | Соперник Результат | Соперник Результат | Место |
| --------- | ----------- | ------------------ | ------------------------- | ------------------ | ------------------ | ------------------ | ----- |
| до 57 кг  | Карли Рензи | Не участвовала     | Антомне Павия 0003 — 0151 | —                  | —                  | —                  |       |

### Конный спорт

#### Выездка
| Соревнование              | Спортсмены                                                              | Большой Приз | Большой Приз | Переездка Большого Приза | Переездка Большого Приза | КЮР Большого Приза | КЮР Большого Приза | Всего     | Всего |
| Соревнование              | Спортсмены                                                              | Результат    | Место        | Результат                | Место                    | Результат          | Место              | Результат | Место |
| ------------------------- | ----------------------------------------------------------------------- | ------------ | ------------ | ------------------------ | ------------------------ | ------------------ | ------------------ | --------- | ----- |
| Индивидуальное первенство | Линдэл Уотли на Sandro Boy                                              | 69.377       | 37           | —                        | —                        | —                  | —                  | —         | 37    |
| Индивидуальное первенство | Кристи Уотли на Clive                                                   | 68.222       | 42           | —                        | —                        | —                  | —                  | —         | 42    |
| Индивидуальное первенство | Мэри Ханна на Sancette                                                  | 67.964       | 43           | —                        | —                        | —                  | —                  | —         | 43    |
| командное первенство      | Линдэл Уотли на Sandro Boy Кристи Уотли на Clive Мэри Ханна на Sancette |              |              |                          |                          |                    |                    | 68.521    | 9     |

#### Троеборье
| Соревнование              | Спортсмены | Манежная езда | Манежная езда | Кросс     | Кросс | Конкур    | Конкур | Финальный конкур | Финальный конкур | Всего     | Всего |
| Соревнование              | Спортсмены | Результат     | Место         | Результат | Место | Результат | Место  | Результат        | Место            | Результат | Место |
| ------------------------- | --- | ------------- | ------------- | --------- | ----- | --------- | ------ | ---------------- | ---------------- | --------- | ----- |
| индивидуальное первенство | Эндрю Хой на Rutherglen | -41,70        | 13            | -7,60     | 28    | -8,0      | 33     | -0,0             | 1                | -57,30    | 13    |
| индивидуальное первенство | Люсинда Фредерикс на Flying Fish | -40,00        | 7             | -38,00    | 43    | -1,00     | 35     | —                | —                | -79,00    | 35    |
| индивидуальное первенство | Клейтон Фредерикс на Bendigo | -40,40        | 10            | —         | —     | —         | —      | —                | —                | —         | —     |
| индивидуальное первенство | Сэм Гриффитс на Happy Times | -45,40        | 23            | —         | —     | —         | —      | —                | —                | —         | —     |
| индивидуальное первенство | Кристофер Бёртон на HP Leilani | -46,10        | 24            | -0,00     | 10    | -4,00     | 9      | -12,00           | 16               | -62,10    | 16    |
| командное первенство      | Кристофер Бёртон на HP Leilani Сэм Гриффитс на Happy Times Клейтон Фредерикс на Bendigo Люсинда Фредерикс на Flying Fish Эндрю Хой на Rutherglen | -122,10       | 2             | -45,60    | 8     | -13,00    | 7      |                  |                  | -186,40   | 6     |

#### Конкур
В каждом из раундов спортсменам необходимо было пройти дистанцию с разным количеством препятствий и разным лимитом времени. За каждое сбитое препятствие спортсмену начислялось 4 штрафных балла, за превышение лимита времени 1 штрафное очко (за каждые 5 секунд). В финал личного первенства могло пройти только три спортсмена от одной страны. В зачёт командных соревнований шли три лучших результата, показанные спортсменами во время личного первенства.
| Соревнование              | Спортсмены                                                                  | Квалификация | Квалификация | Квалификация         | Квалификация         | Квалификация         | Квалификация          | Квалификация          | Квалификация         | Финал                | Финал                | Финал                 | Финал                 | Финал |
| Соревнование              | Спортсмены                                                                  | 1 раунд      | 1 раунд      | 2 раунд              | Всего                | Всего                | 3 раунд               | Всего                 | Всего                | Финал A              | Финал A              | Финал B               | Всего                 | Всего |
| Соревнование              | Спортсмены                                                                  | Штраф        | Место        | Штраф                | Штраф                | Место                | Штраф                 | Штраф                 | Место                | Штраф                | Место                | Штраф                 | Штраф                 | Место |
| ------------------------- | --------------------------------------------------------------------------- | ------------ | ------------ | -------------------- | -------------------- | -------------------- | --------------------- | --------------------- | -------------------- | -------------------- | -------------------- | --------------------- | --------------------- | ----- |
| Индивидуальное первенство | Эдвина Топс-Александр на Itot du Chateau                                    | 0            | 1 (Q)        | 0                    | 0                    | 1 (Q)                | 4                     | 4                     | 4 (Q)                | 4                    | 11 (Q)               | 9                     | 13                    | 20    |
| Индивидуальное первенство | Джулия Харгривз на Vedor                                                    | 0            | 1 (Q)        | 8                    | 8                    | 31 (Q)               | 5                     | 13                    | 31 (Q)               | 17                   | 35                   | Завершила выступление | Завершила выступление | 35    |
| Индивидуальное первенство | Джеймс Патерсон-Робинсон на Lanosso                                         | 4            | 42 (Q)       | 4                    | 8                    | 31 (Q)               | 13                    | 21                    | 41                   | Завершил выступление | Завершил выступление | Завершил выступление  | Завершил выступление  | 41    |
| Индивидуальное первенство | Мэтт Уильямс на Watch Me                                                    | DNF (42)     | 72           | Завершил выступление | Завершил выступление | Завершил выступление | Завершил выступление  | Завершил выступление  | Завершил выступление | Завершил выступление | Завершил выступление | Завершил выступление  | Завершил выступление  | 72    |
| Командное первенство      | Эдвина Топс-Александр Джулия Харгривз Джеймс Патерсон-Робинсон Мэтт Уильямс |              |              | 0 8 4 12             | 12                   | 10                   | Завершили выступление | Завершили выступление |                      |                      |                      |                       |                       | 10    |

### Лёгкая атлетика
Спортсменов —
Мужчины
| Дисциплина      | Спортсмен         | Предварительный раунд            | Предварительный раунд | Четвертьфиналы | Четвертьфиналы | Полуфиналы | Полуфиналы | Финал                               | Финал |
| Дисциплина      | Спортсмен         | Результат                        | Место                 | Результат      | Место          | Результат  | Место      | Результат                           | Место |
| --------------- | ----------------- | -------------------------------- | --------------------- | -------------- | -------------- | ---------- | ---------- | ----------------------------------- | ----- |
| 800 м           | Джеффри Райзли    | 1:46.99                          | 5                     |                |                | —          | —          | —                                   | —     |
| 1500 м          | Райан Грегсон     | 3:38.54                          | 9                     |                |                | 3:51.86    | 12         | —                                   | —     |
| 5 000 м         | Дэвид МакНил      | 13:45.88                         | 13                    |                |                |            |            | —                                   | —     |
| 5 000 м         | Коллис Бирмингем  | 13:50.39                         | 17                    |                |                |            |            | —                                   | —     |
| 10 000 м        | Бен Сент-Лоуренс  |                                  |                       |                |                |            |            | 28:32.67                            | 20    |
| 400 м с/б       | Брендан Коул      | 49.24(личный рекорд)             | 2                     |                |                | 49.65      | 5          | —                                   | —     |
| 400 м с/б       | Тристан Томас     | 49.13(лучший результат в сезоне) | 4                     |                |                | 50.55      | 7          | —                                   | —     |
| 3 000 м с/п     | Юсеф Абди         | 8:29.81                          | 6                     |                |                |            |            | —                                   | —     |
| марафон         | Майкл Шелли       |                                  |                       |                |                |            |            | 2:14:10                             | 16    |
| марафон         | Мартин Дент       |                                  |                       |                |                |            |            | 2:16:29 (лучший результат в сезоне) | 28    |
| марафон         | Джефф Хант        |                                  |                       |                |                |            |            | 2:22:59                             | 63    |
| ходьба на 20 км | Джаред Таллент    |                                  |                       |                |                |            |            | 1:20:02 (лучший результат в сезоне) | 7     |
| ходьба на 20 км | Крис Эриксон      |                                  |                       |                |                |            |            | 1:24:19                             | 38    |
| ходьба на 20 км | Адам Раттер       |                                  |                       |                |                |            |            | Не финишировал                      | —     |
| ходьба на 50 км | Джаред Таллент    |                                  |                       |                |                |            |            | 3:36:53 (личный рекорд)             | 1     |
| ходьба на 50 км | Нейтан Дикс       |                                  |                       |                |                |            |            | 3:48:45                             | 22    |
| ходьба на 50 км | Люк Адамс         |                                  |                       |                |                |            |            | 3:53:41                             | 26    |
| прыжки в длину  | Митчелл Уотт      | 7.99                             | 9                     |                |                |            |            | 8.16                                | 2     |
| прыжки в длину  | Хенри Фрейн       | 7.95                             | 11                    |                |                |            |            | 7.85                                | 9     |
| тройной прыжок  | Хенри Фрейн       | 16.40                            | 17                    |                |                |            |            | —                                   | —     |
| прыжки с шестом | Стив Хукер        | 5.50                             | 9                     |                |                |            |            | Не взял начальную высоту            | —     |
| метание диска   | Бенн Харрадайн    | 64.00                            | 9                     |                |                |            |            | 63.59                               | 9     |
| метание диска   | Скотт Мартин      | 62.14                            | 19                    |                |                |            |            | —                                   | —     |
| метание диска   | Джулиан Врук      | 60.08                            | 28                    |                |                |            |            | —                                   | —     |
| метание копья   | Джаррод Баннистер | 77.38                            | 26                    |                |                |            |            | —                                   | —     |

Женщины
| Дисциплина      | Спортсмен          | Предварительный раунд             | Предварительный раунд | Четвертьфиналы | Четвертьфиналы | Полуфиналы                        | Полуфиналы | Финал                      | Финал |
| Дисциплина      | Спортсмен          | Результат                         | Место                 | Результат      | Место          | Результат                         | Место      | Результат                  | Место |
| --------------- | ------------------ | --------------------------------- | --------------------- | -------------- | -------------- | --------------------------------- | ---------- | -------------------------- | ----- |
| 1 500 м         | Кайла МакНайт      | 4:13.80                           | 5                     |                |                | 4:08.44                           | 12         | —                          | —     |
| 1 500 м         | Зоя Бакмен         | 4:07.83                           | 8                     |                |                | 4:05.03 (личный рекорд)           | 10         | —                          | —     |
| 10 000 м        | Элоиз Уэллингс     |                                   |                       |                |                |                                   |            | 32:25.43                   | 21    |
| 100 м с/б       | Салли Пирсон       | 12.57                             | 1                     |                |                | 12.39 (лучший результат в сезоне) | 1          | 12.35 (олимпийский рекорд) | 1     |
| 400 м с/б       | Лорен Боден        | 56.27                             | 5                     |                |                | 56.66                             | 8          | —                          | —     |
| марафон         | Лиза Джейн Уайтман |                                   |                       |                |                |                                   |            | 2:27:32 (личный рекорд)    | 17    |
| марафон         | Джессика Тренгове  |                                   |                       |                |                |                                   |            | 2:31:17                    | 39    |
| марафон         | Бенита Уиллис      |                                   |                       |                |                |                                   |            | 2:49:38                    | 100   |
| ходьба на 20 км | Реган Лэмбл        |                                   |                       |                |                |                                   |            | 1:30:08 (личный рекорд)    | 17    |
| ходьба на 20 км | Беки Ли            |                                   |                       |                |                |                                   |            | 1:32:14 (личный рекорд)    | 28    |
| ходьба на 20 км | Клэр Таллент       |                                   |                       |                |                |                                   |            | Дисквалифицирована         | —     |
| прыжки с шестом | Алана Бойд         | 4.55                              | 11                    |                |                |                                   |            | 4.30                       | 11    |
| прыжки с шестом | Лиз Парнов         | Не взяла начальную высоту         | —                     |                |                |                                   |            | —                          | —     |
| метание диска   | Дэни Самюэльс      | 63.97 (лучший результат в сезоне) | 7                     |                |                |                                   |            | 60.40                      | 11    |
| метание копья   | Кэтрин Митчелл     | 60.11                             | 12                    |                |                |                                   |            | 59.46                      | 9     |
| метание копья   | Кимберли Микл      | 59.23                             | 17                    |                |                |                                   |            | —                          | —     |

### Настольный теннис
Спортсменов — 6
Соревнования по настольному теннису проходили по системе плей-офф. Каждый матч продолжался до тех пор, пока один из теннисистов не выигрывал 4 партии. Сильнейшие 16 спортсменов начинали соревнования с третьего раунда, следующие 16 по рейтингу теннисиста стартовали со второго раунда.
Мужчины
| Соревнование     | Спортсмены                              | Предварительный раунд              | Первый раунд                     | Второй раунд                   | Третий раунд                      | 1/8 финала           | Четвертьфинал        | Полуфинал            | Финал                | Место          |                |
| Соревнование     | Спортсмены                              | Соперник Результат                 | Соперник Результат               | Соперник Результат             | Соперник Результат                | Соперник Результат   | Соперник Результат   | Соперник Результат   | Соперник Результат   | Место          |                |
| ---------------- | --------------------------------------- | ---------------------------------- | -------------------------------- | ------------------------------ | --------------------------------- | -------------------- | -------------------- | -------------------- | -------------------- | -------------- | -------------- |
| Одиночный разряд | Уильям Хензелль (51)                    | Не участвовал                      | Адам Паттантьуш (HUN) (35) В 4:1 | Жуан Монтейру (POR) (22) В 4:2 | Владимир Самсонов (BLR) (9) П 3:4 | Завершил выступление | Завершил выступление | Завершил выступление | Завершил выступление | 17             |                |
| Одиночный разряд | Джастин Хань (64)                       | Мавусси Агбетогло (TOG) (68) В 4:2 | Ношад Аламьян (IRI) (32) П 0:4   | Завершил выступление           | Завершил выступление              | Завершил выступление | Завершил выступление | Завершил выступление | Завершил выступление | 49             |                |
| Команды          | Роберт Франк Джастин Хан Уильям Хензелл | н/д                                | н/д                              | н/д                            | н/д                               | Сингапур П 0-3       | Не участвовали       | Не участвовали       | Не участвовали       | Не участвовали | Не участвовали |

Женщины
| Спортсмены                      | Соревнование     | Квалификация  | 1-й раунд           | 2-й раунд        | 3-й раунд      | 4-й раунд      | 1/4 финала     | Полуфинал      | Финал          | Финал          |
| Спортсмены                      | Соревнование     | Соперник Счёт | Соперник Счёт       | Соперник Счёт    | Соперник Счёт  | Соперник Счёт  | Соперник Счёт  | Соперник Счёт  | Соперник Счёт  | Место          |
| ------------------------------- | ---------------- | ------------- | ------------------- | ---------------- | -------------- | -------------- | -------------- | -------------- | -------------- | -------------- |
| Цзян Фан Лэй                    | Одиночный разряд | BYE           | Лигия Сильва В 4-1  | Сю Ли П 3-4      | Не участвовала | Не участвовала | Не участвовала | Не участвовала | Не участвовала | Не участвовала |
| Мяо Мяо                         | Одиночный разряд | BYE           | Дана Хадакова В 4-2 | Ихуа Хуань П 0-4 | Не участвовала | Не участвовала | Не участвовала | Не участвовала | Не участвовала | Не участвовала |
| Цзян Фан Лэй Мяо Мяо Вивиан Тан | Командный разряд | н/д           | н/д                 | н/д              | н/д            | Германия П 0-3 | Не участвовали | Не участвовали | Не участвовали | Не участвовали |

### Парусный спорт
Спортсменов — 13
Мужчины
| Спортсмены                 | Соревнование | Гонки | Гонки | Гонки | Гонки | Гонки | Гонки | Гонки | Гонки | Гонки | Гонки | Гонки | Гонки | Гонки | Гонки | Гонки | Гонки | Очки | Место  |
| Спортсмены                 | Соревнование | 1     | 2     | 3     | 4     | 5     | 6     | 7     | 8     | 9     | 10    | 11    | 12    | 13    | 14    | 15    | M*    | Очки | Место  |
| -------------------------- | ------------ | ----- | ----- | ----- | ----- | ----- | ----- | ----- | ----- | ----- | ----- | ----- | ----- | ----- | ----- | ----- | ----- | ---- | ------ |
| Том Слингсби               | Лазер        | 2     | 1     | 2     | 6     | 9     | 2     | 15    | 1     | 1     | 1     | н/д   | н/д   | н/д   | н/д   | н/д   | 9     | 43   | Золото |
| Брендан Кейси              | Финн         | 25    | 7     | 9     | 16    | 10    | 17    | 19    | 9     | 9     | 5     | н/д   | н/д   | н/д   | н/д   | н/д   | EL    | 106  | 13     |
| Мэтью Белчер Малком Пейдж  | 470          | 3     | 9     | 2     | 1     | 1     | 1     | 3     | 5     | 1     | 1     | н/д   | н/д   | н/д   | н/д   | н/д   | 4     | 22   | Золото |
| Натан Аутридж Айан Дженсен | 49er         | 8     | 1     | 2     | 4     | 2     | 1     | 10    | 6     | 9     | 5     | 4     | 1     | 1     | 1     | 3     | 4     | 56   | Золото |

Женщины
| Спортсмены                  | Соревнование | Гонки | Гонки | Гонки | Гонки  | Гонки | Гонки | Гонки | Гонки | Гонки | Гонки | Гонки | Очки | Место |
| Спортсмены                  | Соревнование | 1     | 2     | 3     | 4      | 5     | 6     | 7     | 8     | 9     | 10    | M*    | Очки | Место |
| --------------------------- | ------------ | ----- | ----- | ----- | ------ | ----- | ----- | ----- | ----- | ----- | ----- | ----- | ---- | ----- |
| Джессика Крисп              | RS:X         | 11    | 10    | 17    | 17     | 7     | 12    | 5     | 8     | 13    | 13    | EL    | 96   | 11    |
| Кристал Вейр                | Лазер Радиал | 18    | 18    | 10    | 23     | 7     | 35    | 7     | 12    | 4     | 22    | EL    | 121  | 12    |
| Элис Речичи Белинда Стоуэлл | 470          | 14    | 7     | 3     | 21 BFD | 9     | 7     | 9     | 13    | 4     | 1     | 16    | 83   | 7     |

Эллиотт
| Спортсмены                             | Соревнование | Робин-раунд | Робин-раунд | Робин-раунд               | Робин-раунд    | Робин-раунд    | Робин-раунд | Робин-раунд | Робин-раунд | Робин-раунд | Робин-раунд | Робин-раунд | Место | Плей-офф | Плей-офф | Плей-офф | Место   |
| Спортсмены                             | Соревнование | Финляндия   | Франция     | Соединённые Штаты Америки | Великобритания | Новая Зеландия | Россия      | Швеция      | Нидерланды  | Испания     | Дания       | Португалия  | Место | 1/4      | 1/2      | Финал    | Место   |
| -------------------------------------- | ------------ | ----------- | ----------- | ------------------------- | -------------- | -------------- | ----------- | ----------- | ----------- | ----------- | ----------- | ----------- | ----- | -------- | -------- | -------- | ------- |
| Нина Кёртис Оливия Прайс Люсинда Уитти | Эллиотт      | В           | В           | В                         | В              | В              | В           | В           | В           | В           | В           | В           | 1 Q   | В (3-1)  | В (2-1)  | П (2-3)  | Серебро |

M = медальная гонка; EL = Выбыл(а)

### Современное пятиборье
Спортсменов — 2
Современное пятиборье включает в себя: стрельбу, плавание, фехтование, верховую езду и бег. Впервые в истории соревнования по современному пятиборью проводились в новом формате. Бег и стрельба были объединены в один вид — комбайн. В комбайне спортсмены стартовали с гандикапом, набранным за предыдущие три дисциплины (4 очка = 1 секунда). Олимпийским чемпионом становится спортсмен, который пересекает финишную линию первым.
Мужчины
| Соревнование              | Спортсмены | Фехтование | Фехтование | Фехтование | Плавание | Плавание | Плавание | Верховая езда | Верховая езда | Верховая езда | Комбайн  | Комбайн | Комбайн | Всего     | Всего |
| Соревнование              | Спортсмены | Побед      | Очки       | Место      | Время    | Очки     | Место    | Штраф         | Очки          | Место         | Время    | Очки    | Место   | Результат | Место |
| ------------------------- | ---------- | ---------- | ---------- | ---------- | -------- | -------- | -------- | ------------- | ------------- | ------------- | -------- | ------- | ------- | --------- | ----- |
| Индивидуальное первенство | Эд Фернон  | 14         | 736        | 29         | 2:13,10  | 1204     | 33       | 68            | 1132          | 17            | 10:48,19 | 2408    | 14      | 5480      | 27    |

Женщины
| Соревнование      | Спортсмены    | Фехтование | Фехтование | Фехтование | Плавание  | Плавание | Плавание | Верховая езда | Верховая езда | Верховая езда | Комбайн   | Комбайн | Комбайн | Всего     | Всего |
| Соревнование      | Спортсмены    | Уколы      | Очки       | Место      | Результат | Очки     | Место    | Результат     | Очки          | Место         | Результат | Очки    | Место   | Результат | Место |
| ----------------- | ------------- | ---------- | ---------- | ---------- | --------- | -------- | -------- | ------------- | ------------- | ------------- | --------- | ------- | ------- | --------- | ----- |
| Личное первенство | Хлоя Эспозито | 14         | 736        |            | 2:12.28   | 1216     |          | 76.74         | 1156          |               | 11:55.40  | 2140    |         | 5248      | 7     |

### Стрельба
Спортсменов — 17
По итогам квалификации 6 или 8 лучших спортсменов (в зависимости от дисциплины), набравшие наибольшее количество очков, проходили в финал. Победителем соревнований становился стрелок, набравший наибольшую сумму очков по итогам квалификации и финала. В пулевой стрельбе в финале количество очков за попадание в каждой из попыток измерялось с точностью до десятой.
Мужчины
| Соревнование                          | Спортсмены    | Квалификация             | Квалификация | Финал                | Всего                | Всего                |
| Соревнование                          | Спортсмены    | Результат                | Место        | Финал                | Результат            | Место                |
| ------------------------------------- | ------------- | ------------------------ | ------------ | -------------------- | -------------------- | -------------------- |
| Винтовка из трёх положений, 50 метров | Дейн Сэмпсон  | 1151                     | 37           | Завершил выступление | Завершил выступление | Завершил выступление |
| Трап                                  | Майкл Даймонд | 125 (олимпийский рекорд) | 1            | 20                   | 145                  | 4                    |
| Трап                                  | Адам Велья    | 119                      | 15           | —                    | —                    | —                    |

Женщины
| Соревнование                       | Спортсмены        | Квалификация | Квалификация | Финал | Всего     | Всего |
| Соревнование                       | Спортсмены        | Результат    | Место        | Финал | Результат | Место |
| ---------------------------------- | ----------------- | ------------ | ------------ | ----- | --------- | ----- |
| Пневматический пистолет, 10 метров | Дина Аспандиярова | 382          | 14           | —     | —         | —     |
| Пневматический пистолет, 10 метров | Лолита Евглевская | 371          | 40           | —     | —         | —     |
| Скит                               | Лорен Марк        | 59           | 15           | —     | —         | —     |

### Стрельба из лука
Спортсменов — 2
Мужчины
| Соревнование              | Спортсмены  | Квалификация | Квалификация | 1/32 финала        | 1/16 финала        | 1/8 финала         | Четвертьфинал      | Полуфинал          | Финал              |
| Соревнование              | Спортсмены  | Результат    | Место        | Соперник Результат | Соперник Результат | Соперник Результат | Соперник Результат | Соперник Результат | Соперник Результат |
| ------------------------- | ----------- | ------------ | ------------ | ------------------ | ------------------ | ------------------ | ------------------ | ------------------ | ------------------ |
| Индивидуальное первенство | Тейлор Уорт | 668          | 23           | Алан Уиллс 3:2     | Брэди Эллисон 3:0  | Дай Сяосинь 2:3    | —                  | —                  | —                  |

Женщины
| Соревнование              | Спортсмены    | Квалификация | Квалификация | 1/32 финала            | 1/16 финала        | 1/8 финала         | Четвертьфинал      | Полуфинал          | Финал              |
| Соревнование              | Спортсмены    | Результат    | Место        | Соперник Результат     | Соперник Результат | Соперник Результат | Соперник Результат | Соперник Результат | Соперник Результат |
| ------------------------- | ------------- | ------------ | ------------ | ---------------------- | ------------------ | ------------------ | ------------------ | ------------------ | ------------------ |
| Индивидуальное первенство | Элиза Барнард | 601          | 58           | Карина Кристиансен 1:3 | —                  | —                  | —                  | —                  | —                  |

### Теннис
Спортсменов — 6
Мужчины
| Спортсмены     | Соревнование     | 1-й круг                          | 2-й круг               | 3-й круг                       | 1/4 финала    | Полуфинал     | Финал         | Финал         |
| Спортсмены     | Соревнование     | Соперник Счёт                     | Соперник Счёт          | Соперник Счёт                  | Соперник Счёт | Соперник Счёт | Соперник Счёт | Место         |
| -------------- | ---------------- | --------------------------------- | ---------------------- | ------------------------------ | ------------- | ------------- | ------------- | ------------- |
| Бернард Томич  | Одиночный разряд | Кеи Нишикори П 6-7(4-7), 6-7(4-7) | Не участвовал          | Не участвовал                  | Не участвовал | Не участвовал | Не участвовал | Не участвовал |
| Ллейтон Хьюитт | Одиночный разряд | Сергей Стаховский В 6-3, 4-6, 6-3 | Марин Чилич В 6-4, 7-5 | Новак Джокович П 6-4, 5-7, 1-6 | Не участвовал | Не участвовал | Не участвовал | Не участвовал |

Женщины
| Спортсмены                           | Соревнование     | 1-й круг                              | 2-й круг                                                     | 3-й круг       | 1/4 финала     | Полуфинал      | Финал          | Финал          |
| Спортсмены                           | Соревнование     | Соперник Счёт                         | Соперник Счёт                                                | Соперник Счёт  | Соперник Счёт  | Соперник Счёт  | Соперник Счёт  | Место          |
| ------------------------------------ | ---------------- | ------------------------------------- | ------------------------------------------------------------ | -------------- | -------------- | -------------- | -------------- | -------------- |
| Саманта Стосур                       | Одиночный разряд | Карла Суарес Наварро П 6-3, 5-7, 8-10 | Не участвовала                                               | Не участвовала | Не участвовала | Не участвовала | Не участвовала | Не участвовала |
| Ярмила Гайдашова Анастасия Родионова | Парный разряд    | н/д                                   | Екатерина Макарова Елена Веснина П 1-6, 4-6                  | Не участвовали | Не участвовали | Не участвовали | Не участвовали | Не участвовали |
| Кейси Деллакуа Саманта Стосур        | Парный разряд    | н/д                                   | Нурия Льягостера-Вивес Мария Хосе Мартинес Санчес П 1-6, 1-6 | Не участвовали | Не участвовали | Не участвовали | Не участвовали | Не участвовали |

Смешанный разряд
| Саманта Стосур Ллейтон Хьюитт | Микст | Агнешка Радваньска Марцин Матковски В 6-3, 6-3 | Лора Робсон Энди Мюррей П 3-6, 6-3, [8-10] | Не участвовали | Не участвовали | Не участвовали | Не участвовали | Не участвовали |

### Триатлон
Спортсменов — 6
Мужчины
| Спортсмены      | Плавание (1.5 км) | Trans 1 | Велогонка (40 км) | Trans 2 | Забег (10 км) | Общее время | Место |
| --------------- | ----------------- | ------- | ----------------- | ------- | ------------- | ----------- | ----- |
| Кортни Аткинсон | 17:26             | 0:39    | 1:16:53           | 0:28    | 31:58         | 1:49:19     | 18    |
| Брэд Калефельдт | 18:06             | 0:39    | 1:18:25           | 0:29    | 31:29         | 1:50:23     | 32    |
| Брендан Секстон | 18:53             | 0:42    | 1:18:26           | 0:29    | 31:41         | 1:50:36     | 35    |

Женщины
| Спортсмены   | Плавание (1.5 км) | Trans 1 | Велогонка (40 км) | Trans 2         | Забег (10 км)   | Общее время     | Место           |
| ------------ | ----------------- | ------- | ----------------- | --------------- | --------------- | --------------- | --------------- |
| Эрин Деншам  | 19:25             | 0:40    | 1:05:33           | 0:30            | 33.42           | 1:59.50         | Бронза          |
| Эмма Джексон | 19:25             | 0:42    | 1:05:32           | 0:30            | 35:07           | 2:01:16         | 8               |
| Эмма Моффатт | 19:23             | 0:43    | Не финишировала   | Не финишировала | Не финишировала | Не финишировала | Не финишировала |

### Тхэквондо
Спортсменов — 2
Мужчины
| Соревнование | Спортсмен    | Турнир                      | 1/8 финала                    | Четвертьфинал            | Полуфинал                        | Финал              | Место |
| ------------ | ------------ | --------------------------- | ----------------------------- | ------------------------ | -------------------------------- | ------------------ | ----- |
| Соревнование | Спортсмен    | Турнир                      | Соперник Результат            | Соперник Результат       | Соперник Результат               | Соперник Результат |       |
| до 58 кг     |              |                             |                               |                          |                                  |                    |       |
| Сафван Халил | За 1-е место | Диего Гарсиа (MEX) поб. 9—4 | Хоэль Гонсалес (ESP) пор. 3—5 |                          |                                  |                    |       |
| Сафван Халил | За 3-е место |                             |                               | Уно Санли (SWE) поб. 4—1 | Алексей Денисенко (RUS) пор. 1—3 |                    |       |

Женщины
| Соревнование  | Спортсмен    | Турнир                        | 1/8 финала                    | Четвертьфинал            | Полуфинал                   | Финал              | Место |
| ------------- | ------------ | ----------------------------- | ----------------------------- | ------------------------ | --------------------------- | ------------------ | ----- |
| Соревнование  | Спортсмен    | Турнир                        | Соперник Результат            | Соперник Результат       | Соперник Результат          | Соперник Результат |       |
| до 67 кг      |              |                               |                               |                          |                             |                    |       |
| Кармен Мартон | За 1-е место | Сусан Хаджипур (IRI) поб. 5—4 | Элин Йоханссон (SWE) поб. 6—3 | Нур Татар (TUR) пор. 0—6 |                             |                    |       |
| Кармен Мартон | За 3-е место |                               |                               |                          | Хелена Фромм (GER) пор. 2—8 |                    |       |

### Тяжёлая атлетика
Спортсменов — 2
| Спортсмены   | Соревнование    | Рывок     | Рывок | Толчок    | Толчок | Итого | Место |
| Спортсмены   | Соревнование    | Результат | Место | Результат | Место  | Итого | Место |
| ------------ | --------------- | --------- | ----- | --------- | ------ | ----- | ----- |
| Деймон Келли | Мужчины +105 кг | 165       | 16    | 216       | 13     | 381   | 16    |
| Син Ли       | Женщины 63 кг   | 83        | 7     | 103       | 7      | 186   | 7     |

### Хоккей на траве
Мужчины
Состав команды
Результаты
Группа A
| Место | Команда        | И | В | Н | П | ГЗ | ГП | +/- | Очки |
| ----- | -------------- | - | - | - | - | -- | -- | --- | ---- |
| 1     | Австралия      | 5 | 3 | 2 | 0 | 23 | 5  | +18 | 11   |
| 2     | Великобритания | 5 | 2 | 3 | 0 | 14 | 8  | +6  | 9    |
| 3     | Испания        | 5 | 2 | 2 | 1 | 8  | 10 | -2  | 8    |
| 4     | Пакистан       | 5 | 2 | 1 | 2 | 9  | 16 | −7  | 7    |
| 5     | Аргентина      | 5 | 1 | 1 | 3 | 10 | 14 | −4  | 4    |
| 6     | ЮАР            | 5 | 0 | 1 | 4 | 11 | 22 | −11 | 1    |

| 30 июля 2012 10:45 (UTC+1)                                                               | \| Австралия \| 6:0 (2:0) Отчёт \| ЮАР \| \| Джейми Дуайер 16', 48', 58' · Мэттью Бутурини 33' · Крис Чирьелло 46' · Гленн Тёрнер 62' \| Голы \| \| | Лондон Ривербанк Арена Судья: Роэль ван Эрт Марцин Грохал |
| Австралия                                                                                | 6:0 (2:0) Отчёт | ЮАР                                                       |
| Джейми Дуайер 16', 48', 58' · Мэттью Бутурини 33' · Крис Чирьелло 46' · Гленн Тёрнер 62' | Голы |                                                           |

| 1 августа 2012 08:30 (UTC+1) | \| Испания \| 0:5 (0:3) Отчёт \| Австралия \| \| \| Голы \| Расселл Форд 9' · Мэттью Бутурини 14' · Саймон Орчард 29' · Гленн Тёрнер 40' · Эдвард Оккенден 69' \| | Лондон Ривербанк Арена Судья: Ким Хун Рэ Кристиан Блаш                                             |
| Испания                      | 0:5 (0:3) Отчёт | Австралия                                                                                          |
|                              | Голы | Расселл Форд 9' · Мэттью Бутурини 14' · Саймон Орчард 29' · Гленн Тёрнер 40' · Эдвард Оккенден 69' |

| 3 августа 2012 08:30 (UTC+1)            | \| Австралия \| 2:2 (2:0) Отчёт \| Аргентина \| \| Мэттью Бутурини 12' · Джейми Дуайер 35' \| Голы \| Матиас Вила 47' · Гонсало Пеильят 68' \| | Лондон Ривербанк Арена Судья: Рагху Прасад Джон Райт |
| Австралия                               | 2:2 (2:0) Отчёт | Аргентина                                            |
| Мэттью Бутурини 12' · Джейми Дуайер 35' | Голы | Матиас Вила 47' · Гонсало Пеильят 68'                |

| 5 августа 2012 19:00 (UTC+1)                                 | \| Великобритания \| 3:3 (0:2) Отчёт \| Австралия \| \| Джонатан Кларк 47' · Бирри Миддлтон 53' · Джеймс Тиндалл 66' \| Голы \| Расселл Форд 7', 11' · Марк Ноулз 41' \| | Лондон Ривербанк Арена Судья: Кристиан Блаш Джон Райт |
| Великобритания                                               | 3:3 (0:2) Отчёт | Австралия                                             |
| Джонатан Кларк 47' · Бирри Миддлтон 53' · Джеймс Тиндалл 66' | Голы | Расселл Форд 7', 11' · Марк Ноулз 41'                 |

| 7 августа 2012 10:45 (UTC+1)                                                                                      | \| Австралия \| 7:0 (4:0) Отчёт \| Пакистан \| \| Лиам де Янг 5' · Марк Ноулз 6' · Крис Чирьелло 29', 34' · Расселл Форд 42' · Джейми Дуайер 48' · Гленн Тёрнер 70' \| Голы \| \| | Лондон Ривербанк Арена Судья: Гэри Симмондс Кристиан Блаш |
| Австралия | 7:0 (4:0) Отчёт | Пакистан                                                  |
| Лиам де Янг 5' · Марк Ноулз 6' · Крис Чирьелло 29', 34' · Расселл Форд 42' · Джейми Дуайер 48' · Гленн Тёрнер 70' | Голы |                                                           |

Полуфинал
| 9 августа 2012 15:30 (UTC+1)        | \| Австралия \| 2:4 (1:1) Отчёт \| Германия \| \| Киран Говерс 22' · Гленн Тёрнер 42' \| Голы \| Мориц Фюрсте 27' · Маттиас Виттхаус 54' · Тимо Вес 59' · Флориан Фукс 63' \| | Лондон Ривербанк Арена Судья: Гэри Симмондс Хэмиш Джеймсон                |
| Австралия                           | 2:4 (1:1) Отчёт | Германия                                                                  |
| Киран Говерс 22' · Гленн Тёрнер 42' | Голы | Мориц Фюрсте 27' · Маттиас Виттхаус 54' · Тимо Вес 59' · Флориан Фукс 63' |

Матч за 3-е место
| 11 августа 2012 15:30 (UTC+1)                            | \| Австралия \| 3:1 (1:1) Отчёт \| Великобритания \| \| Саймон Орчард 17' · Джейми Дуайер 48' · Киран Говерс 57' \| Голы \| Иэн Льюирс 29' \| | Лондон Ривербанк Арена Судья: Кристиан Блаш Гэри Симмондс |
| Австралия                                                | 3:1 (1:1) Отчёт | Великобритания                                            |
| Саймон Орчард 17' · Джейми Дуайер 48' · Киран Говерс 57' | Голы | Иэн Льюирс 29'                                            |

Женщины
Состав команды
Результаты
Группа B
| Место | Команда        | И | В | Н | П | ГЗ | ГП | +/- | Очки |
| ----- | -------------- | - | - | - | - | -- | -- | --- | ---- |
| 1     | Аргентина      | 5 | 3 | 1 | 1 | 12 | 4  | +8  | 10   |
| 2     | Новая Зеландия | 5 | 3 | 1 | 1 | 9  | 5  | +4  | 10   |
| 3     | Австралия      | 5 | 3 | 1 | 1 | 5  | 2  | +3  | 10   |
| 4     | Германия       | 5 | 2 | 1 | 2 | 6  | 7  | −1  | 7    |
| 5     | ЮАР            | 5 | 1 | 0 | 4 | 9  | 14 | −5  | 3    |
| 6     | США            | 5 | 1 | 0 | 4 | 4  | 13 | −9  | 3    |